# Landsfodboldturneringen 1919-20
Landsfodboldturneringen 1919-20 var den syvende sæson om Danmarksmesterskabet i fodbold for herrer organiseret af DBU. Turneringen blev vundet af B 1903. Det var B 1903s første danske mesterskab. B 1903 slog i finalen B 1901, som for tredje gang var i finalen uden at vinde.

## Baggrund
I finalen i Landsfodboldturneringen mødtes vinderen af den københavnske A-Rækken under Københavns Boldspil Union (KBU) og vinderen af Provinsmesterskabsturneringen.

## Provinsmesterskabsturneringen

### 1. runde
| 16. maj 1920 |

| B 1901 | 2 - 1 | BK Søstjernen |
| ------ | ----- | ------------- |
|        |       |               |

| Nykøbing Falster Stadion, Nykøbing Falster |

| 16. maj 1920 |

| Ringkøbing IF | 4 - 1   | B 1909 |
| ------------- | ------- | ------ |
|               | (3 - 0) |        |

| Ringkøbing Tilskuere: 2.500 |

### Finale
| 30. maj 1920 |

| B 1901                                  | 2 - 1   | Ringkøbing IF |
| --------------------------------------- | ------- | ------------- |
| Holger Brodthagen 10' · Kaj Laursen 40' | (2 - 0) | ?? 57' ·      |

| Odense |

## A-Rækken (København)
| Pos | Hold   | K  | V | U | T  | M+ | M- | MR    | P  | Kvalifikation eller nedrykning |
| --- | ------ | -- | - | - | -- | -- | -- | ----- | -- | ------------------------------ |
| 1   | B 1903 | 12 | 8 | 1 | 3  | 39 | 19 | 2,053 | 17 | Kvalificeret til finalen       |
| 2   | KB     | 12 | 6 | 4 | 2  | 27 | 18 | 1,500 | 16 |                                |
| 3   | AB (M) | 12 | 7 | 2 | 3  | 29 | 16 | 1,813 | 16 |                                |
| 4   | B93    | 12 | 6 | 1 | 5  | 38 | 21 | 1,810 | 13 |                                |
| 5   | Frem   | 12 | 4 | 3 | 5  | 24 | 20 | 1,200 | 11 |                                |
| 6   | ØB     | 12 | 3 | 3 | 6  | 22 | 38 | 0,579 | 9  | Nedrykning til B-rækken        |
| 7   | KFUM   | 12 | 1 | 0 | 11 | 12 | 59 | 0,203 | 2  | Nedrykning til B-rækken        |

## Finale
| 6. juni 1920 |

| B 1903               | 2 - 0   | B 1901 |
| -------------------- | ------- | ------ |
| Harry Hansen 73' 82' | (0 - 0) |        |

| Idrætsparken, København Tilskuere: 3.000 Dommer: Hagbard Vestergaard |